# Mary Kenner
Mary Beatrice Davidson Kenner (17 mai 1912 - 13 janvier 2006) était une inventrice afro-américaine dont l'invention la plus connue est un modèle de serviette hygiénique. La discrimination raciale a empêché l'utilisation pendant trente ans[réf. nécessaire].

## Biographie
Née en Caroline du Nord elle est issue d'une famille d'inventeurs. Son père, à qui elle dit devoir son intérêt pour la découverte, était Sidney Nathaniel Davidson (juin 1890-novembre 1958). Au cours de sa vie, il a breveté une presse à vêtements qui pouvait tenir dans des valises, mais n'a finalement pas gagné d'argent sur cette invention. Son grand-père a inventé un signal lumineux pour les trains et sa sœur, Mildred Davidson Austin Smith (1916–1993) a inventé et vendu des jeux de société.  
Kenner a obtenu son diplôme d'études secondaires en 1931. Elle a fréquenté l'université Howard, mais elle n'a pas pu terminer ses études en raison de difficultés financières.

## Inventions
En 1956 elle invente une ceinture hygiénique, avant de la compléter quelques années plus tard avec une pièce de tissu résistante à l'humidité, ancêtre de la serviette hygiénique actuelle. Mais il a fallu attendre 30 ans avant que son invention ne soit finalement utilisée. La société qui a d'abord manifesté son intérêt pour son invention l'a rejetée après avoir découvert qu'elle était une femme afro-américaine. En 1957, elle a finalement pu économiser assez d'argent pour obtenir son premier brevet sur la ceinture hygiénique. 
Au total, Mary Kenner a reçu cinq brevets entre 1956 et 1987 pour ses créations ménagères et personnelles. La plupart lui étant inspirées par sa sœur Mildred Davidson, atteinte de la sclérose en plaques, avec qui elle partage le brevet du porte papier hygiénique, créé afin que le rouleau soit toujours accessible.  Le numéro de brevet daté du 19 octobre 1982, était : Brevet US 4354643 ,. 
Elle détenait également un brevet sur un lave-dos qui pouvait être monté sur la paroi de la douche ou de la baignoire et permettait de laver les parties difficilement atteignables. Cette invention a été brevetée en 1987 sous le numéro de brevet 4696068. En 1959, après que Mildred a développé sa maladie, elle fait breveter un système de poche à attacher à un déambulateur,.

## Autre travail
Elle a travaillé en tant que compositrice florale et avait sa propre entreprise à Washington DC. 